# Death or Glory
Death or Glory es el quinto álbum del grupo de power metal Running Wild, lanzado por Noise Records en 1989.
Se trata de uno de los álbumes más exitosos de la banda, incluyendo temas clásicos como «Riding the Storm» o «Bad to the Bone», además de la épica y extensa «Battle of Waterloo».
La canción «March On» aparece como bonus track en la primera edición en CD, omitida en el vinilo por razones de espacio.
El álbum fue relanzado en CD incluyendo las 4 canciones del EP Wild Animal como material extra.

## Lista de canciones
1. «Riding the Storm»
2. «Renegade»
3. «Evilution»
4. «Running Blood»
5. «Highland Glory (The Eternal Fight)» (instrumental)
6. «Marooned»
7. «Bad to the Bone»
8. «Tortuga Bay»
9. «Death or Glory»
10. «Battle of Waterloo»
11. «March On»

## Personal
- "Rock'n'Rolf" Kasparek - voz, guitarra
- Majk Moti - guitarra
- Jens Becker - bajo
- Ian Finlay - batería